# Launch Entry Suit

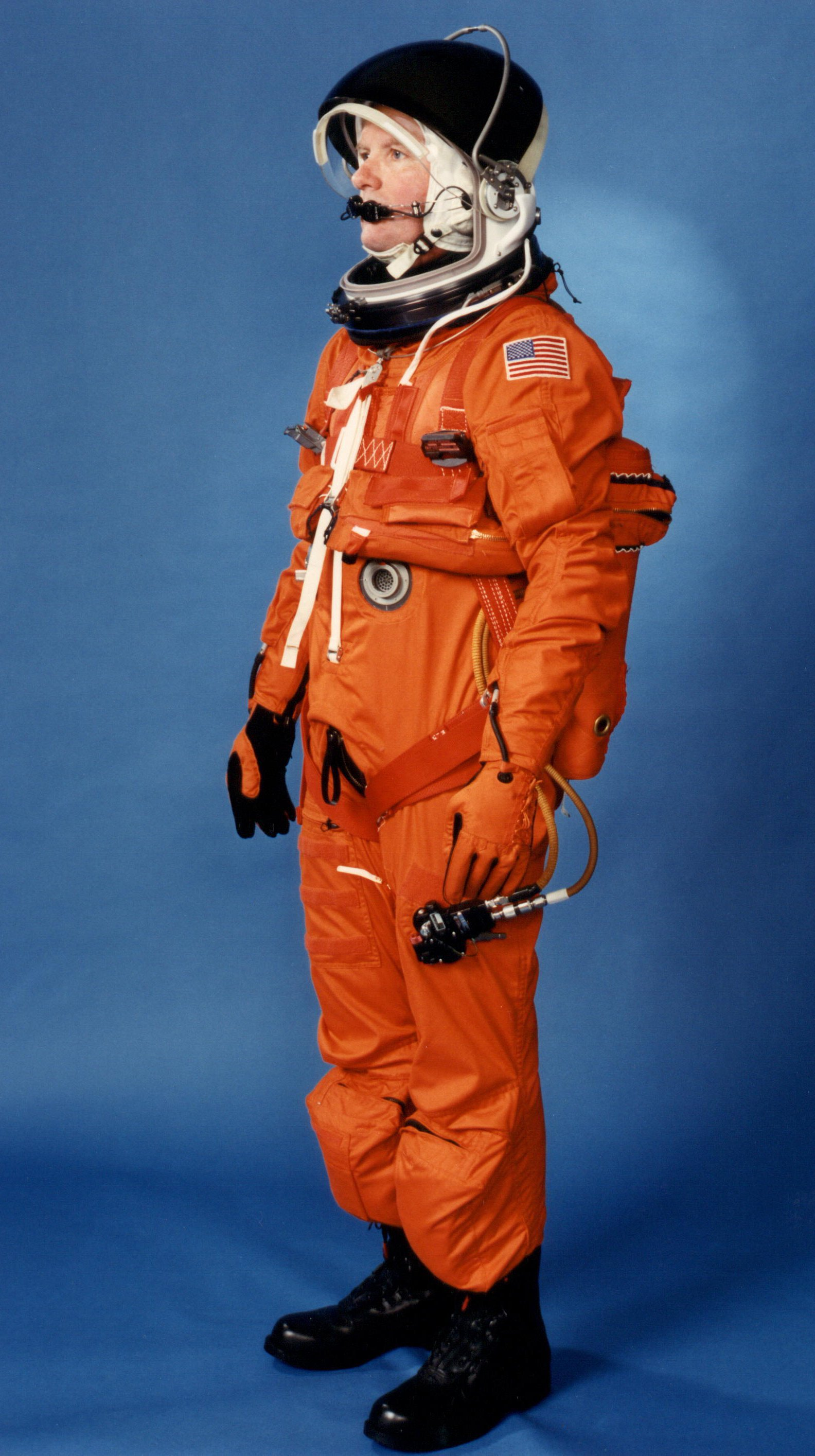
LES Suit

La Launch Entry Suit, o LES, è stata una tuta parzialmente pressurizzata indossata dagli equipaggi dello Space Shuttle durante le fasi di lancio e rientro dei voli delle missioni da STS-26 (1988) a STS-65 (1994).
È stata in seguito sostituita, all'inizio del 1995, dalla ACES. Questa tuta è stata prodotta dalla David Clark Company presso Worcester (Massachusetts).

## Caratteristiche
La Launch Entry Suit è anche conosciuta come Modello David Clark S1032, ed è una diretta derivata della tuta pressurizzata per alte altitudini, modello S1031, sviluppata per la U.S. Air Force.
Ogni tuta pesa in totale 43 kg ed è dimensionata individualmente. Essa mantiene una pressione interna di 2,8-psi ed è utile sopra i 30 km.